# Francisco Rodríguez de Mendarozqueta
Francisco Rodríguez de Mendarózqueta (Casa Torre Zárate Etxabarri (Luquiano - Álava) , 1655 – ?, 26 de febrero de 1722) fue obispo de Siguenza y hombre de estado español, que ocupó los cargos de Comisario General de Cruzada y Presidente del Consejo de Castilla.

## Biografía
Estudió en la Universidad de Salamanca como colegial del Colegio Mayor del Arzobispo de esta ciudad, llegando a doctorarse en Cánones antes de finalizar la centuria. Sus primeros empleos en la jerarquía eclesiástica los desempeñó en el obispado de Osma, ya que allí cumplió como canónigo doctoral de dicha catedral. Años después fue destinado a la Iglesia Catedral Primada de Toledo, donde ejerció como canónigo, arcediano y examinador sinodal. 
A comienzos del siglo XVIII, comenzó su carrera en la alta Administración. En la corte pronto se aupó en los primeros puesto de poder, formando parte del denominado “partido vizcaíno”, grupo cercano del rey Felipe V que estuvo conformado por personajes procedentes de las provincias vascas durante la primera parte del siglo XVIII. Como defensor de la causa de Felipe V, el 13 de septiembre de 1701 fue elegido presidente de la Real Chancillería de Granada, siendo elegido también de forma honorífica consejero de Castilla. Además, el 1704 fue nombrado comisario general de la Santa Cruzada, presidiendo el consejo del mismo departamento. 
En esos años, formó parte del conjunto de asesores y colaboradores de Felipe V para la aplicación de una política regalista en oposición de los intereses de la Santa Sede, que le valió la confianza del soberano y ascensos en el escalafón político. Los conflictos entre la Corte de Madrid y Roma tuvieron su origen en la ambigua postura que tomó Clemente XI respeto a la llegada al trono español de la dinastía Borbón. Por ello, Felipe V comenzó su primera tentativa regalista (1707) al pretender cobrar un subsidio a todos sus súbditos, sin excluir al clero —aunque le otorgaba la libertad para ofrecer el donativo— con el fin de reparar alguno de los destrozos causados por la guerra durante el año anterior. El Papa envió a la corte madrileña un breve apostólico en el que desaprobaba categóricamente la tasa y prohibía al clero que entregase ningún donativo sin su autorización. Asimismo, declaraba ofendidos los derechos de inmunidad de la Iglesia y enfatizaba sobre la lesión ejercida a la autoridad de la Santa Sede. En este sentido, Mendarozqueta participó en diferentes actuaciones relacionadas con este conflicto. El 4 de febrero de 1709, el cardenal Portocarrero, entonces juez delegado de la Cruzada, le designó juez subdelegado del breve contra los eclesiásticos desafectos y, posteriormente, el 8 de noviembre de 1709, alcanzó el cargo de comisario general, dedicado al examen de lo que pertenece a la penitenciaría pontifical durante la ruptura de relaciones con Clemente XI. El 26 de julio de 1711, fue nombrado presidente de la Junta de la Inmaculada Concepción. 
El punto culminante de su carrera en la alta Administración real se produjo con su nombramiento, el 10 de noviembre de 1713, como presidente del Consejo de Castilla. Su designación estuvo directamente relacionada con la política reformista iniciada por Felipe V para vaciar de poder a los Consejos y así favorecer la vía personal del secretario del Despacho. No pudo ejercer mucho tiempo este empleo, ya que su delicada salud provocó su cese en noviembre de 1714. De este modo, el 16 de abril de 1714, fue nombrado obispo de Sigüenza, tomando posesión de dicho cargo el 25 de junio. Con su marcha obtuvo una pensión de 3740 ducados de oro y se le asignó un salario de 440000 reales de vellón al año. 
El 16 de diciembre de 1714, le sucedió en la presidencia del Consejo de Castilla Miguel Francisco Guerra, hermano de Domingo Valentín Guerra, confesor de la reina Isabel de Farnesio. Durante su etapa en la alta Administración, Rodríguez de Mendarozqueta mantuvo estrecha colaboración con otros hombres de gobierno, como por ejemplo Melchor de Macanaz o José Grimaldo. Además supo rodearse de fieles colaboradores que patrocinó en las diferentes estancias por donde pasó. De este modo, se conoce que fueron sus ayudantes Antonio de Sopeña y Mioño, futuro secretario de Estado y del Despacho de Marina e Indias, al que le hizo nombrar su sustituto cuando ejercía como comisario general de la Cruzada, y Juan Antonio Castillo Peñas quien fue su oficial en la Secretaría de la Presidencia del Consejo de Castilla. 
Falleció el 26 de febrero de 1722, sucediéndole en el obispado de Sigüenza Juan de Herrera y Soba quien, en 1724, llegaría a ser gobernador del Consejo de Castilla.